# Allodia embia
Allodia embia är en tvåvingeart som beskrevs av Walter Leopold Victor Hackman 1971. Allodia embia ingår i släktet Allodia och familjen svampmyggor. Inga underarter finns listade i Catalogue of Life.